# Batalla de Ciudad Real
La batalla de Ciudad Real tuvo lugar entre los días 26 y 27 de marzo de 1809 y enfrentó a los ejércitos napoleónicos y los españoles en Ciudad Real, en la actual comunidad autónoma de Castilla-La Mancha.

## Antecedentes
La batalla tiene lugar en el contexto de la Guerra de la Independencia Española y es especialmente importante por la cercanía de los hechos bélicos que sucedieron en la batalla de Valdepeñas el 6 de junio de 1808, en la batalla de Bailén en julio de ese mismo año y en otros enfrentamientos menores. 
Estratégicamente las tropas francesas pretenden controlar las vegas del río Guadiana y asegurar las comunicaciones entre Madrid y Andalucía, comunicados por una red de caminos reales y de herradura de suma importancia.

## Contendientes y resultado

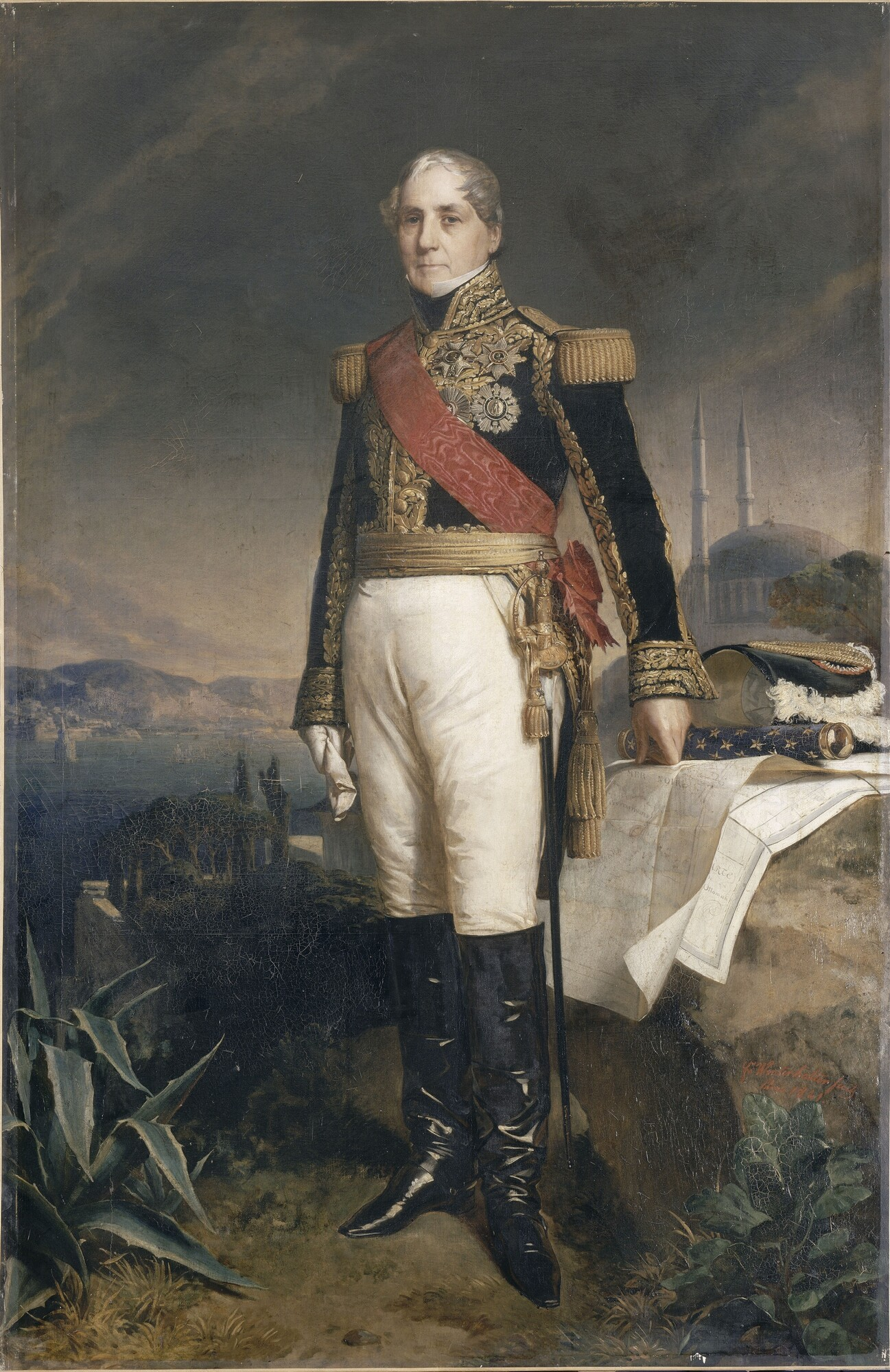
El general Sebastiani

Las operaciones bélicas y la batalla se dieron entre el IV Cuerpo del Ejército Imperial francés del general Sebastiani y el Ejército de La Mancha del general José de Urbina, conde de Cartaojal, en la que participaron más de 5000 hombres. Además, también se movilizaron Milicias de patriotas de la propia Ciudad Real y pueblos colindantes como Miguelturra, Pozuelo de Calatrava o Carrión de Calatrava.
El resultado de la batalla fue la victoria de las fuerzas francesas. Esto les permitió tomar la capital y toda la provincia, reanudando la comunicación con Andalucía e instalando guarniciones de caballería en el Cuartel de la Misericordia de Ciudad Real y de cuerpos menores del Ejército Imperial francés en Almagro, Daimiel y en el castillo de Manzanares.

## Desarrollo de la batalla
El 26 de marzo de 1809 llegó la noticia a Ciudad Real de que las tropas francesas se aproximaban, pues venían del norte en contraofensiva para vengar la derrota de Bailén y persiguiendo a los restos de las tropas españolas, que les hacían frente como podían. Se enfrentaban de un lado el Ejército Imperial francés, con lo mejor de las tropas de choque de Europa, y sobre todo su excelente caballería de lanceros polacos, al mando del general Sebastiani y, de otro, los restos del Ejército español, derrotado en Uclés y Consuegra, formado por tropas desmoralizadas y con un armamento anticuado e insuficiente, entre Regimientos de Línea y la Milicia de Ciudad Real, al mando del general Conde de Cartaojal. El conde de Cartaojal había situado su cuartel general en Ciudad Real y sus Divisiones se extendían a lo largo de la provincia: la Caballería hasta Manzanares, ocupando a Daimiel, Torralba de Calatrava y Carrión de Calatrava, y el grueso de la infantería se alojaba en las cercanías de Valdepeñas. Ante esto, el general Sebastiani tomó la decisión de dividir su Ejército en dos: uno bajaría hasta Ciudad Real por el Camino Real de Andalucía, y el otro intentaría envolver a los españoles por su espalda.
Desde las 10 de la mañana del día 26, la División de Caballería del general francés Milhaud se acercó hasta Peralbillo, aunque fue rechazada en su intento de pasar los puentes fluviales hacia Ciudad Real, aun así, el refuerzo de las demás unidades del IV Cuerpo de Ejército francés, que acudieron en horas posteriores, sorprendió completamente al dispositivo español, y así durante todo ese día el Ejército español y las milicias provinciales, como la de Ciudad Real, resistieron el empuje del muy superior Ejército francés en el Puente de Nolaya, en el río Guadiana en el término municipal de Ciudad Real.
Al día siguiente, el 27 de marzo de 1809 tuvo lugar la batalla entre las tropas españolas y las tropas napoleónicas en el Guadiana a la altura del Puente Nolaya, tras envolver la caballería de los lanceros polacos los flancos de las fuerzas españolas, la infantería francesa, con su superioridad numérica arroyó a las tropas españolas que defendían el Puente Nolaya, incluida la artillería, tras esto, cayó parte de la infantería española situada en la falda del cerro de la Atalaya, la caballería española del Regimiento de Carabineros Reales protegió la retirada de las tropas españolas de infantería hacia Almagro. El general español José Urbina, Conde de Cartaojal, huyó precipitadamente ordenando el repliegue de las tropas hasta Viso del Marqués.
Al mediodía los franceses llegaban hasta Ciudad Real liberando a los 80 prisioneros franceses que habían sido capturados por las tropas españolas en los combates de los días anteriores y que estaban presos en los sótanos de la Casa de la Caridad. Por parte española se registraron entre muertos, heridos y desaparecidos, cerca de 2000 bajas, perdiendo el Regimiento de Milicias Provinciales de Ciudad Real muchos hombres y su bandera.
Tras esto vendría la ocupación francesa de Ciudad Real hasta el 2 de enero de 1813, primero por el Regimiento de Húsares de Holanda, que usaron el Real Hospital de la Caridad como cuartel y después por otros regimientos.